# Cirrus SR20
Il Cirrus SR20 è un aeroplano monomotore a pistoni ed ala bassa, a quattro o cinque posti, sviluppato dall'azienda statunitense Cirrus Aircraft Corporation e costruito in materiali compositi a partire dal 1999.
Il Cirrus SR20 fu il primo aereo di aviazione generale equipaggiato con un paracadute per portare a terra l'aeromobile dopo una perdita di controllo, un'avaria o una collisione in volo. Fu anche il primo aereo leggero ad essere costruito in materiali compositi e ad avere l'avionica raccolta in schermi LCD.
Nel 2001, dall'SR20 venne sviluppato il Cirrus SR22, uno degli aerei più diffusi del ventunesimo secolo.

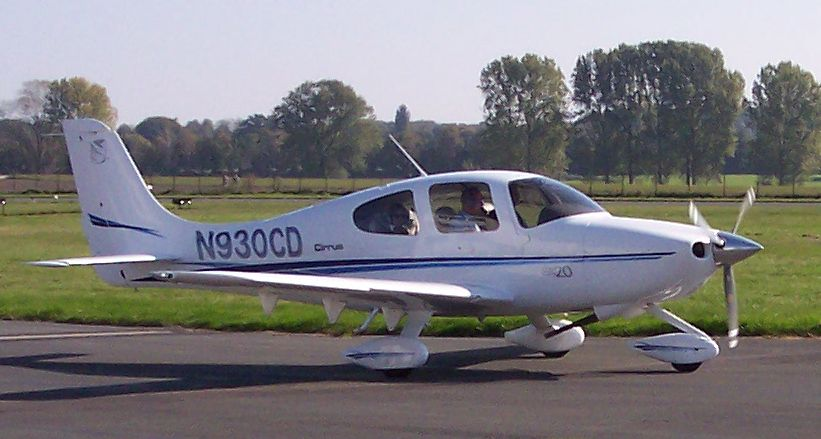
Un Cirrus SR20

## Utilizzatori

### Militari
Francia
- Armée de l'air

15 SR20 consegnati ed in servizio all'aprile 2020.